# St. Johannes der Täufer (Gerchsheim)

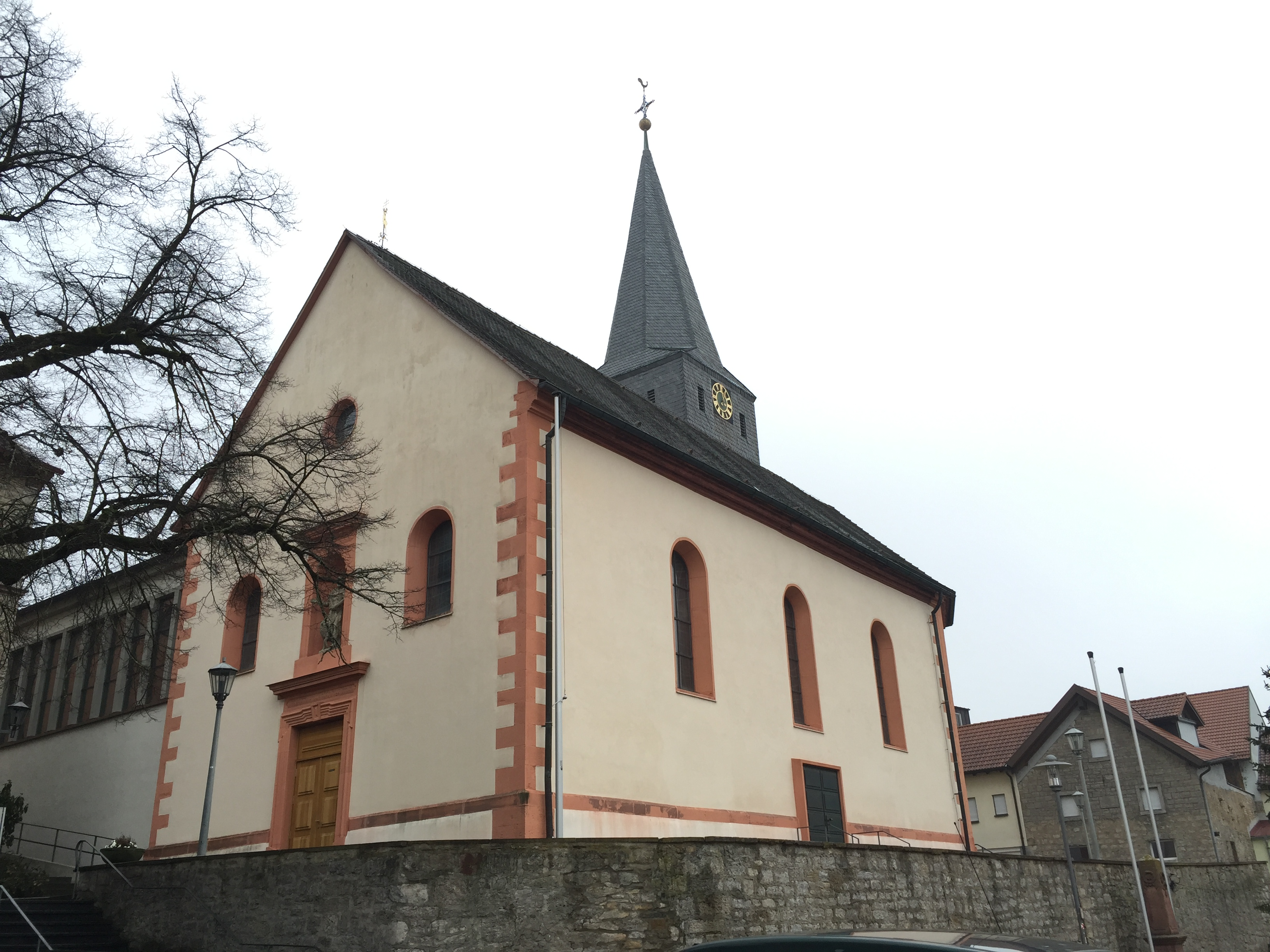
Die Pfarrkirche St. Johannes der Täufer in Gerchsheim

Die römisch-katholische Pfarrkirche St. Johannes der Täufer in Gerchsheim, einem Ortsteil von Großrinderfeld im Main-Tauber-Kreis, wurde im späten 14. Jahrhundert erstmals errichtet. Die Kirche gehört heute zur Seelsorgeeinheit Großrinderfeld-Werbach, die dem Dekanat Tauberbischofsheim des Erzbistums Freiburg zugeordnet ist.

## Geschichte
Die Ursprünge der Gerchsheimer Kirche gehen bis in das späte 14. Jahrhundert zurück. Damals stand der heutige Kirchenkorpus noch nicht, dennoch wurden bereits Heilige Messen abgehalten, welche in einer kleinen Kapelle stattfanden. Diese stand auf dem heutigen Kirchengelände und wurde später in die neue Kirche integriert.
Damals gehörte Gerchsheim zur Pfarrei in Oberaltertheim, was sich erst mit der Reformation änderte. Durch die Zugehörigkeit zur Pfarrei Oberaltertheim gab es ständig neue Grafen und Herzöge, welche das Patronatsrecht über die Pfarrei innehatten. Daher sorgte ein Fürst in Oberaltertheim dafür, dass die Pfarrei evangelisch wurde und dies auch für die umliegenden Dörfer der Pfarrei galt. Allerdings war Gerchsheim einem katholischen Grafen unterstellt, welcher dafür sorgte, dass die Gerchsheimer Bevölkerung weiterhin dem katholischen Glauben nachgehen konnte. Er ließ Gerchsheim dem Bischof einer katholischen Pfarrei zuordnen, welche in diesem Fall Eisingen war.
Zu Beginn des 15. Jahrhunderts wurde die bereits vorhandene Kapelle durch den Minoritenorden nochmals erweitert beziehungsweise teilweise neu erbaut. Tituliert wurde sie anschließend als Friedhofskapelle von Gerchsheim. Der Name kommt daher, dass sich der damalige Friedhof noch auf dem Kirchengelände befand, wo auch die Kapelle stand. Beides, also Kapelle und Friedhof, befand sich auf dem heutigen Kirchengelände, wo die jetzige Kirche St. Johannes des Täufers steht.
Im Jahre 1532 erlangte Gerchsheim den Titel einer eigenständigen Pfarrei und die mehrfach erneuerte und erweiterte Kapelle wurde zur Pfarrkirche erhoben. Das evangelische Altertheim, welcher die Pfarrei Gerchsheim vor der Reformation noch angehörte, schenkte der neuen Pfarrkirche eine Glocke und eine katholische Götzenfigur, welche sie in ihrem evangelischen Gotteshaus nicht mehr benötigten.
Die Pfarrei Gerchsheim war mittlerweile eigenständig und gehörte bis zum Jahre 1809 zum Bistum Würzburg. Grund dafür war, dass Gerchsheim zu der Pfarrei Eisingen zugeteilt wurde, als sie nicht dem evangelischen Glaubensweg folgen wollte, welcher in ihrer Pfarrei im späten 14. Jahrhundert eingeschlagen wurde. Bereits im Jahre 1806 wurde Gerchsheim dem badischen zugeteilt, was immer wieder wechselte, da Gerchsheim relativ nahe an der badisch-bayerischen Grenze liegt. Im Jahre 1827 wurde die nun badische Pfarrei der Erzdiözese Freiburg zugeteilt, welcher sie bis heute angehört.
Bereits vor der badischen Zuteilung Gerchsheims wurde der Bau der heutigen Pfarrkirche begonnen. Dieser wurde im Jahre 1729 begonnen. Bei diesem Bau wurde die bereits vorhandene alte „Friedhofskapelle“ mit in den neuen Kirchenkorpus integriert und auf der einen Seite geöffnet, sodass sie von der neuen Pfarrkirche aus begehbar war. Auch heute noch ist diese zu sehen. In dem Bereich der alten „Friedhofskapelle“ befinden sich heute das Taufbecken und der Beichtstuhl der Gerchsheimer Kirche St. Johannes des Täufers. Zudem wird in der Weihnachtszeit in den kapellarischen Räumlichkeiten eine sehr aufwendig erbaute Krippe errichtet.
Von 1961 bis 1964 wurde die Kirche St. Johannes aufwendig renoviert, saniert und erweitert. Bereits im Jahre 1963 konnten erste Gottesdienste im Neubau der Kirche gefeiert werden, allerdings waren zu diesem Zeitpunkt die Sanierungs- und Renovierungsarbeiten noch nicht abgeschlossen. Nach dem endgültigen Abschluss der Renovierung konnte die Kirche St. Johannes des Täufers in Gerchsheim Platz für ca. 600 Personen bieten. In den Folgejahren (1965/1966) wurde das restliche Kirchengelände rund um die Pfarrkirche neu gestaltet. Während der Renovierung und des Anbaus wurden auf dem Kirchengelände die Gebeine einiger Verstorbener entdeckt. Diese stammten noch vom alten Friedhof, welcher ehemals mit auf dem Kirchengelände lag, aber bereits im Jahre 1841 verlegt wurde.
Zum Abschluss der Renovierungs- und Anbauarbeiten wurde in den Jahren nach Fertigstellung der Pfarrkirche eine neue Orgel in die Kirche integriert. Zudem wurden bereits 1954 drei neue Glocken angefertigt. Das ursprüngliche Kirchen-Geläut bestand aus vier Bronzeglocken der Glockengießerei Otto aus Hemelingen/Bremen und wurde erst 1935 in den Kirchturm eingebaut. Allerdings wurden die drei größten Glocken im Zweiten Weltkrieg entfernt und aufgrund ihrer Bronzebeschaffenheit zu Kriegszwecken genutzt. Mit der Anfertigung von drei neuen Bronzeglocken konnte das ursprüngliche Kirchen-Geläut wieder vervollständigt werden. Die Kirche St. Johannes des Täufers fand somit im Jahre 1967 ihre bis heute bestehende Form, bezüglich ihrer Außen- und Innenbeschaffenheit wieder. Im Jahre 2013 bis 2014 wurde eine weitere Sanierung der Pfarrkirche und des Kirchengeländes vorgenommen, bei der jedoch nur die Außenfassaden neu gestrichen wurden und der Innenraum eine kleine Umgestaltung bekam.

## Kirchenbau

### Außenbau
Die Pfarrkirche St. Johannes des Täufers in Gerchsheim ist ein barocker Putzbau aus dem Jahre 1729.
Die barocken Elemente zeigen sich unter anderem an den vielen Fenstern, welche im oberen Bereich der Kirche angebracht wurden, um die Lichteffekte zu verstärken, welche typisch für den barocken Stil sind. Sie befinden sich rund herum, um das ganze Kirchengebäude. Zudem wurde die Gerchsheimer Pfarrkirche 1729 erbaut, was in die Barockzeit fällt. Außerdem war der barocke Baustil ein fester Bestandteil der Gegenreformation, um zu zeigen wie eindrucksvoll die katholische Kirche und ihre Baustile und Gebäude sind. Hierfür war der typische Spitzgiebel ein Symbol, um barocke Baukunst und Gegenreformation zu verdeutlichen.

### Innenraum

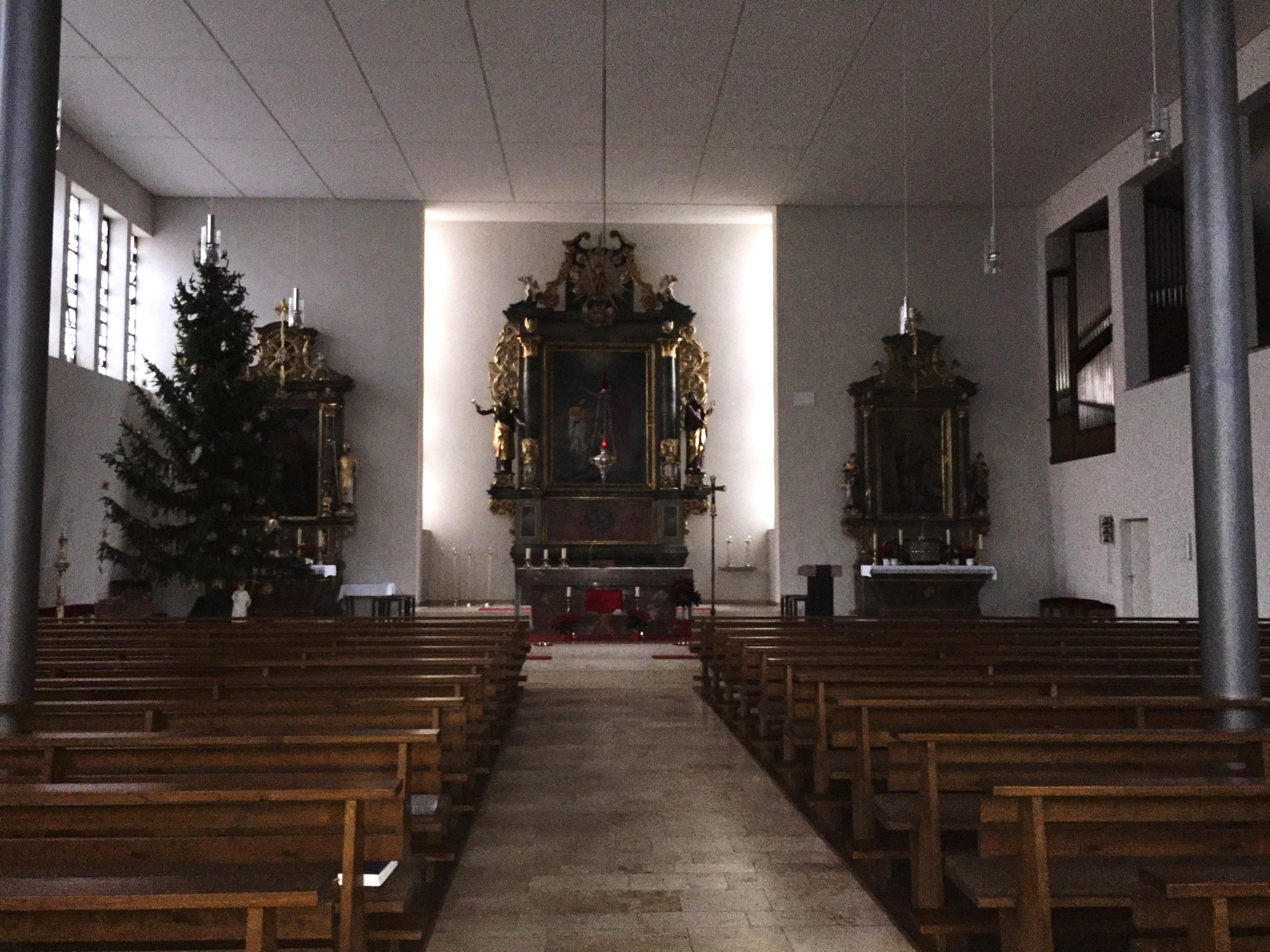
Innenansicht

Die barocken Elemente sind durch die vielen geschwungenen Formen dargestellt, welche beispielsweise an den Gerchsheimer Bildaltären zu erkennen sind.
Auch die Kuppeln in der „Friedhofskapelle“, welche in die Pfarrkirche integriert ist, weisen darauf hin, dass barocke Elemente beim Kirchenbau verwendet wurden.
Im Inneren der Kirche St. Johannes zeigen sich durch die vielen Fenster bedingt die Lichteffekte. Diese sind ein wichtiges Merkmal barocker Bauwerke, was besonders auch Kirchen betrifft.
Auch die Säulen im hinteren Bereich der Pfarrkirche sind typisch für die barocke Baukunst, genauso wie die Bögen, welche bei der integrierten „Friedhofskapelle“ zu betrachten sind. Dies ist ebenso bei der kleineren Kapelle zu sehen, welche als Gebetsraum genutzt werden kann.

### Kirchturm
Der Gerchsheimer mittelalterliche Kirchturm hat eine Höhe von etwa 38 Metern. Er ist direkt an die Pfarrkirche angebaut.
Dieser hat innerhalb seines Turmaufsatzes das Gerchsheimer Geläut. Dieses besteht aus vier Glocken. Zudem ist der Turm mit einer großen, elektronisch gesteuerten Uhr ausgestattet, welche auf zwei Seiten des Turmaufsatzes sichtbar ist, da dort Uhrenziffernblätter angebracht sind.
Der Kirchturm ist weitläufig sichtbar, weil er aufgrund seiner Höhe aus dem übrigen Ortsbild heraussticht. Auf der Spitze des Turms befindet sich ein goldener Hahn.

## Ausstattung
Bei der Ausstattung der Gerchsheimer Pfarrkirche wird Bezug zum Innenraum des Gotteshauses genommen. Dieses entstand im Jahre 1729 und ist damit ein barockes Gebäude.

### Altäre
Zur Ausstattung gehört unter anderem ein barocker Altar, welcher sich an der Kopfseite des Kirchenhauses befindet. Im Hintergrund sind die Bildaltäre zu sehen. An ihm lassen sich die barocken Elemente erkennen und das große Gemälde im Zentrum dieses Altars. Dieses zeigt Johannes den Täufer zusammen mit Jesus Christus.
Weitere Bildaltäre befinden sich im vorderen Bereich der Pfarrkirche. Auf ihnen sind große Gemälde. In der Gerchsheimer Kirche gibt es insgesamt drei solcher Bildaltäre. Sie sind hinter dem Hauptaltar installiert und haben ebenfalls barocke Verzierungen.

### Beichtstuhl
Der Beichtstuhl befindet sich in der ehemaligen Friedhofskapelle. Diese wurde beim Kirchenbau 1729 mit in die Pfarrkirche integriert.

### Kreuzwege
An der Wand im Kircheninneren entlang stellen verschiedene Tafeln den Kreuzweg nach, welchen Jesus beschreiten musste. Daneben führt der Gerchsheimer Freilandkreuzweg von der Pfarrkirche St. Johannes der Täufer über den Stationsbergweg bis zur Kapelle Maria Königin des Friedens (im Volksmund auch als Kriegergedächtniskapelle bekannt) hinauf.

### Orgel
Die Orgel der Gerchsheimer Kirche St. Johannes des Täufers wurde im Jahre 1967 eingebaut. Sie hat 13 klingende Register und befindet sich in der ersten Etage des Gerchsheimer Gotteshauses.

### Kapellen
Zu der weiteren Ausstattung der Kirche St. Johannes gehören eine kleine Kapelle, welche als Gebetsraum genutzt werden kann und die größere Friedhofskapelle. Beide sind in die Pfarrkirche integriert. In der Friedhofskapelle sind verschiedene barocke Elemente wie zum Beispiel die Kuppeln im Gewölbe der Kapelle zu erkennen.

### Bänke
Die Sitzausstattung im ganzen Gotteshaus ist aus Holz angefertigt.

### Krippenspiel
Eine Sehenswürdigkeit der katholischen Pfarrkirche St. Johannes in Gerchsheim ist das Krippenspiel, welches alljährlich zur Weihnachtszeit in der Friedhofskapelle aufgebaut wird. Diese ist in die Pfarrkirche integriert. Das Krippenspiel lockt immer wieder viele Besucher, welche das aufwendig errichtete Geschehnis in der Weihnachtszeit bestaunen möchten. Seine Ursprünge gehen bis zu den Anfängen des letzten Jahrhunderts zurück.

### Räderuhrwerk
Die Gerchsheimer Pfarrkirche verfügt über ein mechanisches Räderuhrwerk, welches sich im Kirchturm befindet. Dieses alte Uhrwerk ist zwar nicht mehr in Betrieb, aber es ist noch gut erhalten. Die Firma Schneider baute es einst in den Turmaufsatz des Kirchturms ein, wo es sich bis heute noch unverändert befindet. Mittlerweile wurde es von einem neueren Uhrensystem abgelöst.